# Bibarba bibarba
Bibarba bibarba is een straalvinnige vissensoort uit de familie van de modderkruipers (Cobitidae). De wetenschappelijke naam van de soort is voor het eerst geldig gepubliceerd in 2007 door Chen & Chen.
Deze kleine vis (totale lengte tot 63 mm) werd ontdekt in de rivier Chengjiang, een zijrivier van de Hongshuihe in de Chinese provincie Guangxi. De auteurs plaatsten de soort in een nieuw geslacht, Bibarba dat gelijkt op Cobitis.